# Mediterraan klimaat

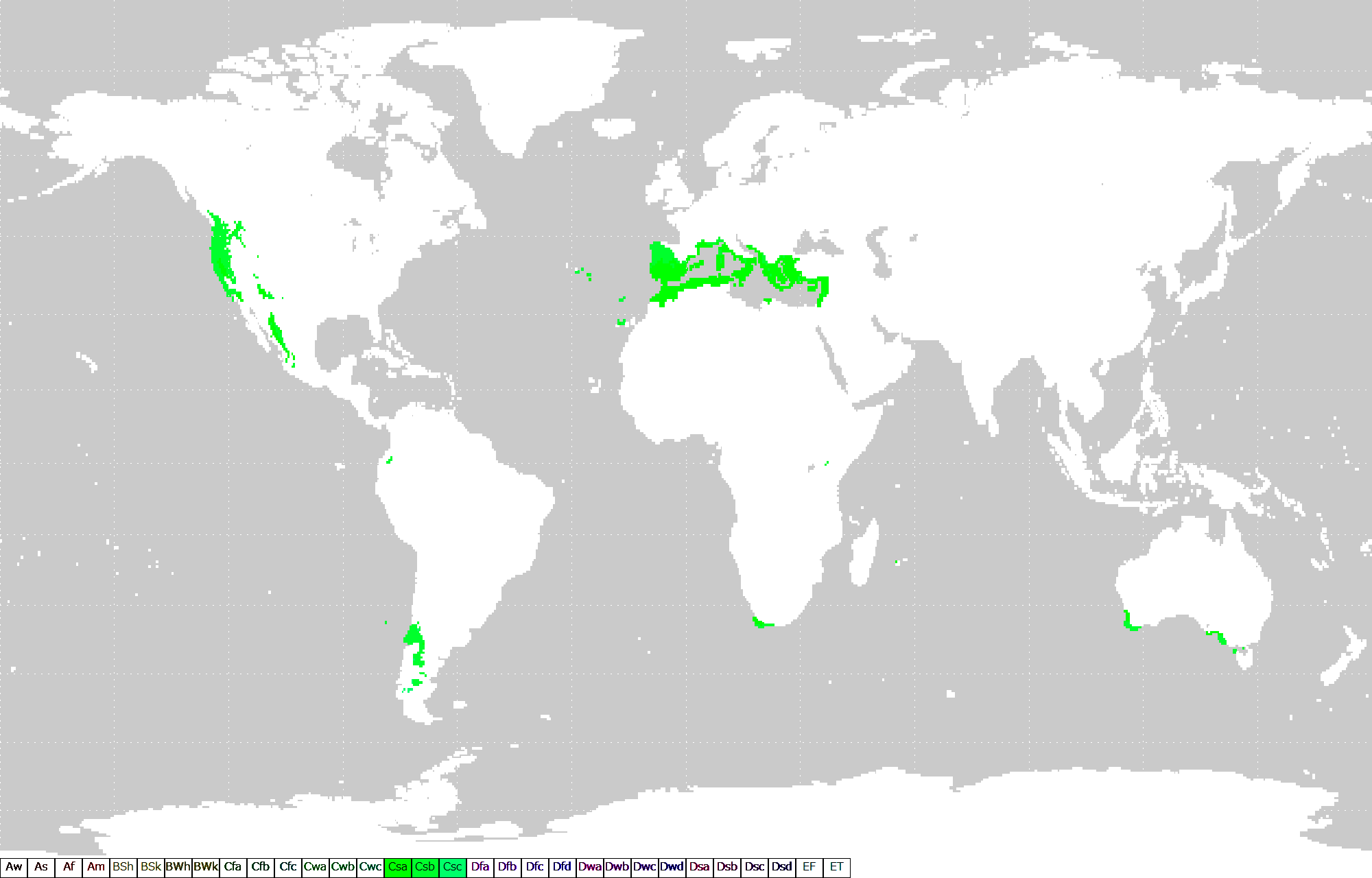
Schematische kaart van gebieden met een mediterraan klimaat (Csa en Csb)

De term mediterraan klimaat verwijst (in etymologische zin) naar het klimaat in landen rond de Middellandse Zee. De zomers zijn warm en droog, en de winters, waarin de meeste neerslag valt, zijn mild en nat. Het mediterraan klimaat wordt vaak bij het traditionele subtropisch klimaat gerekend, maar dit geldt alleen voor het warme mediterrane klimaat (Csa-klimaat), voor zover het systeem van Köppen en de traditionele klimaatzones vergelijkbaar zijn.

## Kenmerken
Volgens de klimaatclassificatie van Köppen is het mediterraan klimaat een Cs-klimaat en is daarom een gematigd klimaat (C-klimaat). Dit klimaat is gekenmerkt door een gemiddelde maandneerslag van minder dan 30 mm dat in de droogste maand in de zomer, en in de natste maand in de winter een hoeveelheid neerslag die gemiddeld ten minste driemaal zo groot is als die in de droogste maand in de zomer.
Men treft dit klimaat aan rond de Middellandse Zee, maar ook in het uiterste westen van de Verenigde Staten, Chili, zuidelijk en zuidwestelijk Australië en de Kaapprovincie in Zuid-Afrika. De aanwezigheid van een grote watermassa heeft een matigende werking op de temperatuurverschillen. De winterse regenval wordt veroorzaakt door cyclonen die zich op gematigde breedtegraden bevinden. Deze cyclonen voeren vochtige lucht van over de zee aan waar het door condensatie als regen neervalt.

## Verdere onderverdeling volgens Köppen
- Csa: warm mediterraan klimaat; de warmste maand van het jaar heeft een gemiddelde maandtemperatuur van ten minste 22 °C.
- Csb: gematigd mediterraan klimaat; de warmste maand van het jaar heeft een gemiddelde maandtemperatuur van minder dan 22 °C.

## Plantengroei
Door de grote variatie in regenval vertoont het mediterraan klimaat een speciaal aangepaste plantengroei. Veel planten hebben taaie bladeren die weinig water afgeven. Vaak zijn deze bladeren voorzien van een extra waslaag. Voorbeelden hiervan zijn de pijnboom, de olijfboom, de palmboom en de kurkeik. De langdurige droogte verhoogt het gevaar op bosbranden. Sommige planten zijn zelfs hieraan aangepast, zij hebben zaden die pas na een brand ontkiemen, om onmiddellijk in een vruchtbare asrijke grond te groeien. Gebieden met een mediterraan klimaat vallen gewoonlijk samen met het WWF-bioom Mediterrane bossen, bosland en struwelen.

## Belangrijkste steden met een mediterraan klimaat
- Algiers, Algerije
- Barcelona, Spanje
- Beiroet, Libanon
- Casablanca, Marokko
- İzmir, Turkije
- Latakia, Syrië
- Limasol, Cyprus
- Lissabon, Portugal
- Málaga, Spanje
- Marseille, Frankrijk
- Monaco, Monaco
- Nice, Frankrijk
- Podgorica, Montenegro
- Rabat, Marokko
- Rome, Italië
- Split, Kroatië
- Tel Aviv, Israël
- Tunis, Tunesië
- Valencia, Spanje
- Valletta, Malta
- Los Angeles, Verenigde Staten
- San Francisco, Verenigde Staten
- Adelaide, Australië
- Perth, Australië
- Santiago, Chili
- Kaapstad, Zuid-Afrika
- Pécs, Hongarije

## Mediterraan landklimaat
De klimaten Dsa en Dsb zijn warme en gematigde landklimaten met droge zomers en worden daarom ook wel mediterrane landklimaten genoemd.

## Film
Door de langdurige zomer en de vele zonnige dagen biedt dit klimaat een regelmatige constante hoeveelheid licht. Om die reden streek de filmindustrie in Hollywood neer en in Europa in Cannes met zijn filmfestival.